# 1220 dans les croisades
Cette page regroupe les évènements concernant les Croisades qui sont survenus en 1220 :
- Raymond-Roupen, qui tente de se faire reconnaître roi d'Arménie est vaincu par Constantin de Barbaron[1].
- juillet : Début du siège de Castelnaudary par Amaury VI de Montfort[2].